# Ruelle-sur-Touvre
Pour les articles homonymes, voir Ruelle (homonymie).
Ruelle-sur-Touvre est une commune du Sud-Ouest de la France, située dans le département de la Charente (région Nouvelle-Aquitaine).
Elle est située à l'est d'Angoulême dont elle fait partie de l'agglomération. Ses habitants sont les Ruellois et les Ruelloises.

## Géographie

### Localisation et accès
Ruelle est une commune située à 5 km à l'est d'Angoulême, sur la route de Limoges. C'est la quatrième commune du département en population, après Angoulême, Cognac et Soyaux. Elle fait partie de l'agglomération d'Angoulême, et elle est aussi chef-lieu de canton.
Elle est traversée par la N.141 de Saintes à Limoges par Angoulême, qui passait dans le centre-ville avant que ne soit construite la moitié est de la déviation de l'agglomération d'Angoulême ouverte en 1984. L'ancienne route a été renommée en D 941, et la nationale passe maintenant en limite de commune au nord. C'est aussi la route Centre-Europe Atlantique et le trafic est intense entre Bordeaux ou Saintes, et Lyon ou Mâcon.
La commune est aussi traversée par la D 57 qui longe la Touvre entre Fourville (direction de Touvre et Périgueux par Sainte-Catherine) et Villement (direction du Gond-Pontouvre), ainsi que par la D 23 en direction de Champniers, la N 141 et l'aéroport.
La rocade est d'Angoulême (D 1000) passe au sud de la commune par Bel-Air (rond-point avec la D 941). C'est maintenant le moyen d'accès le plus pratique en venant de Périgueux. La rocade passe aussi à l'ouest de Villement et traverse la Touvre par un pont, pour relier la rocade est à la rocade ouest (déviation de la N 10).
Ruelle est aussi desservie par les transports en commun d'Angoulême qui desservent l'agglomération, les lignes no 1, 2, 20 et 26.
La voie ferrée Angoulême - Limoges traverse aussi la commune et Ruelle possède une gare mais n'est plus desservie depuis 2018, date à laquelle la ligne a été interrompue faute d'entretien entre Angoulême et Saillat (Haute-Vienne).

### Quartiers, hameaux et lieux-dits
Ruelle comprend de nombreux quartiers et lieux-dits. La ville ancienne de Ruelle était elle-même composée de quatre anciens villages, le bourg, le Maine-Gagnaud, le Pont et le Quartier neuf.
Comme quartiers importants, on peut citer Villement à l'ouest, les Seguins et Bel-Air au sud sur la rive gauche de la Touvre, Fourville, la Vesingade, Puyguillem (la Cité scolaire), les Grands Champs, Vaugeline et Fissac sur la rive droite, et à l'est de la commune, les Riffauds.
Vaugeline avec la combe au Loup était le terrain d'essai des canons forgés à la fonderie, et une petite voie ferrée la reliait à l'usine.
À noter que les quartiers de Chez Grelet et Relette, au sud de la fonderie et pourtant en pleine ville, font partie de la commune de Magnac.

### Communes limitrophes
|                   | Champniers        | Brie   |
| Gond-Pontouvre    | Ruelle-sur-Touvre | Mornac |
| L'Isle-d'Espagnac | Magnac-sur-Touvre | Touvre |

### Géologie et relief
La commune est entièrement dans le calcaire datant du Jurassique supérieur, plus précisément le Kimméridgien supérieur qui est un calcaire argileux. Seuls les fonds des vallées (Touvre et Fontaine des Riffauds) sont occupées par des alluvions du Quaternaire,,.
La commune est limitée au sud par les coteaux de Bel-Air, sur la rive gauche de la Touvre, et au nord-ouest par le coteau de Villement, qui sépare la vallée de la Touvre de celle du ruisseau de Viville (commune de Champniers).
Au nord-est, sur la rive droite de la Touvre, les coteaux deviennent plus abrupts et élevés et culminent à 170 m, non loin du Puy de Nanteuil (commune de Mornac), point culminant de l'agglomération (178 m). Les Riffauds, promontoire du Puy de Nanteuil, est un ancien hameau qui s'est considérablement agrandi dans les années 1970. Il s'étage entre 110 et 160 m d'altitude et offre une vue magnifique sur ce relief vallonné, Ruelle et l'agglomération d'Angoulême.
Fourville, Puyguillem, les Grands Champs et Vaugeline sont d'autres de ces promontoires qui surplombent la Touvre sur sa rive droite, et séparés par des combes, vallées sèches et courtes très étroites, comme la Combe au Loup, combe d'Arsac, la Grande Combe, combe des Robins, combe des Martins, etc.
La Touvre est à une altitude de 43 m à la fonderie, et quitte la commune à une altitude de 35 m à l'ouest.

### Végétation
La commune est naturellement peu boisée. Les coteaux à l'est sont assez arides, mais les vallées sont fertiles et occupées par de nombreux jardins.

### Hydrographie

#### Réseau hydrographique

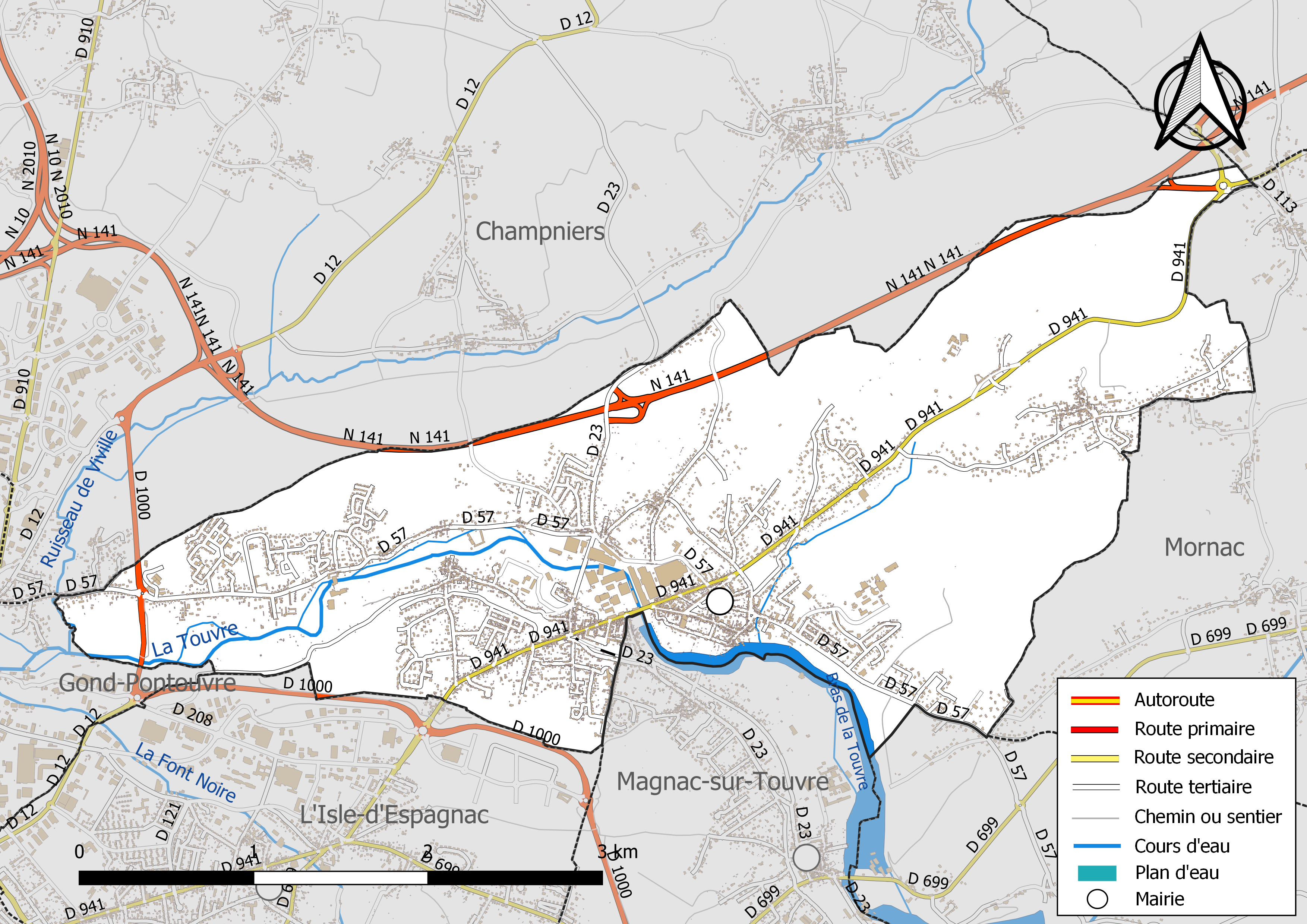
Réseaux hydrographique et routier de Ruelle-sur-Touvre.

La commune est située dans le bassin versant de la Charente au sein du Bassin Adour-Garonne. Elle est drainée par la Touvre, le ruisseau de Viville, et par un petit cours d'eau, qui constituent un réseau hydrographique de 9 km de longueur totale,.
Ruelle est située sur la Touvre, à 4 km en aval de ses sources situées à Touvre et à 6,5 km en amont de son confluent avec la Charente au Gond-Pontouvre. La Touvre traverse la commune d'est en ouest. Son débit constant et important permet d'alimenter en particulier la fonderie. Aucune crue n'est à signaler malgré les berges très basses.
Un petit ruisseau alimenté par la fontaine des Riffauds et passant derrière le cimetière se jette dans la Touvre à 100 m en amont de l'église.
Le ruisseau de Viville fait la limite de commune sur 200 m avec le Gond-Pontouvre à l'ouest.

#### Gestion des eaux
Le territoire communal est couvert par le schéma d'aménagement et de gestion des eaux (SAGE) « Charente ». Ce document de planification, dont le territoire correspond au bassin de la Charente, d'une superficie de 9 300 km2, a été approuvé le 19 novembre 2019. La structure porteuse de l'élaboration et de la mise en œuvre est l'établissement public territorial de bassin Charente. Il définit sur son territoire les objectifs généraux d’utilisation, de mise en valeur et de protection quantitative et qualitative des ressources en eau superficielle et souterraine, en respect des objectifs de qualité définis dans le troisième SDAGE  du Bassin Adour-Garonne qui couvre la période 2022-2027, approuvé le 10 mars 2022.

### Climat
Le climat est océanique aquitain et semblable à celui de la ville de Cognac où est située la station météorologique départementale.
| Mois                              | jan. | fév.  | mars  | avril | mai   | juin  | jui.  | août  | sep.  | oct. | nov. | déc. | année   |
| --------------------------------- | ---- | ----- | ----- | ----- | ----- | ----- | ----- | ----- | ----- | ---- | ---- | ---- | ------- |
| Température minimale moyenne (°C) | 2    | 2,8   | 3,8   | 6,2   | 9,4   | 12,4  | 14,4  | 14    | 12,1  | 8,9  | 4,7  | 2,6  | 7,8     |
| Température moyenne (°C)          | 5,4  | 6,7   | 8,5   | 11,1  | 14,4  | 17,8  | 20,2  | 19,7  | 17,6  | 13,7 | 8,6  | 5,9  | 12,5    |
| Température maximale moyenne (°C) | 8,7  | 10,5  | 13,1  | 15,9  | 19,5  | 23,1  | 26,1  | 25,4  | 23,1  | 18,5 | 12,4 | 9,2  | 17,7    |
| Ensoleillement (h)                | 80   | 103,9 | 153,3 | 184,5 | 204,9 | 239,6 | 276,4 | 248,3 | 199,4 | 159  | 96,8 | 78,8 | 2 024,9 |
| Précipitations (mm)               | 80,4 | 67,3  | 65,9  | 68,3  | 71,6  | 46,6  | 45,1  | 50,2  | 59,2  | 68,6 | 79,8 | 80   | 783,6   |

## Toponymie
Une forme ancienne est in villa Rodelita au IXe ou Xe siècle. En 1080 existait l'église Saint-Médard de Rodella. En 1296 on trouve Roella.
La forme ancienne Rodelita pourrait correspondre à un nom de femme mais serait une lecture erronée. Le nom Rodella viendrait du mot gaulois roto- signifiant gué et qui a été latinisé, et la terminaison -ellus se rencontre dans les noms gaulois (ex: Uxellus). L'origine du nom de Ruelle remonterait à un gué sur la Touvre.
La commune s'appelait auparavant Ruelle. Elle devient Ruelle-sur-Touvre en 1986.

## Histoire
Au Moyen Âge, Ruelle était une paroisse portant le nom d'un fief relevant de la seigneurie de la Tranchade (famille Birot).
Fissac appartenait aux Tison d'Argence et le duc de Montpensier s'y retira en 1568 après avoir échoué dans sa tentative de reprendre Angoulême aux protestants. Il y fut rejoint par le futur Henri III.
Le logis du Maine-Gagnaud, situé à l'emplacement de la fonderie actuelle, avait accueilli François Ier lors d'une de ses visites aux sources de la Touvre, qui y fit édifier une fontaine style Renaissance qui porte encore son nom et est exposée en face de la fonderie.
C'est en 1750 que le marquis de Montalembert achète un petit moulin à papier sur la Touvre, au Maine-Gagnaud à l'emplacement de la fonderie actuelle, et en fait en 1782 une des plus belles forges du royaume.
Le minerai de fer nécessaire était principalement acheminé du Périgord (Javerlhac, Lussas-et-Nontronneau, Hautefaye, etc.) et des confins de l'Angoumois (Marthon, Mainzac, Grassac, etc.), où des forges secondaires étaient installées, et le bois provenait des forêts toutes proches, en particulier celle de la Braconne.
La route de Limoges descendant depuis les Favrauds jusqu'à la fonderie (D 941 actuelle) a été faite en 1778-1779. Elle remplaçait avantageusement l'ancien Chemin des diligences, parfois impraticable, qui passait par les Frauds et la crête de Villement, et ne traversait la Touvre qu'au Pontouvre,. Un peu plus tard, la route fut prolongée vers Bel-Air et L'Isle-d'Espagnac, et le pont actuel date de 1846.
En 1880 la fonderie s'est augmentée du personnel de la fonderie de Nevers, et Ruelle a connu une explosion démographique.

## Politique et administration

### Rattachements administratifs
En 1801, Ruelle quitte le canton de Garat (dans laquelle elle était depuis 1793) pour former le canton d'Angoulême-2.
En 1973, Ruelle quitte le 2e canton d'Angoulême et devient le chef-lieu de son propre canton, comme Soyaux, Gond-Pontouvre et La Couronne.
À la suite de la loi du 17 mai 2013 du redécoupage des cantons français, Ruelle-sur-Touvre est devenu chef-lieu du canton de Touvre-et-Braconne lors des élections départementales de 2015.

### Liste des maires

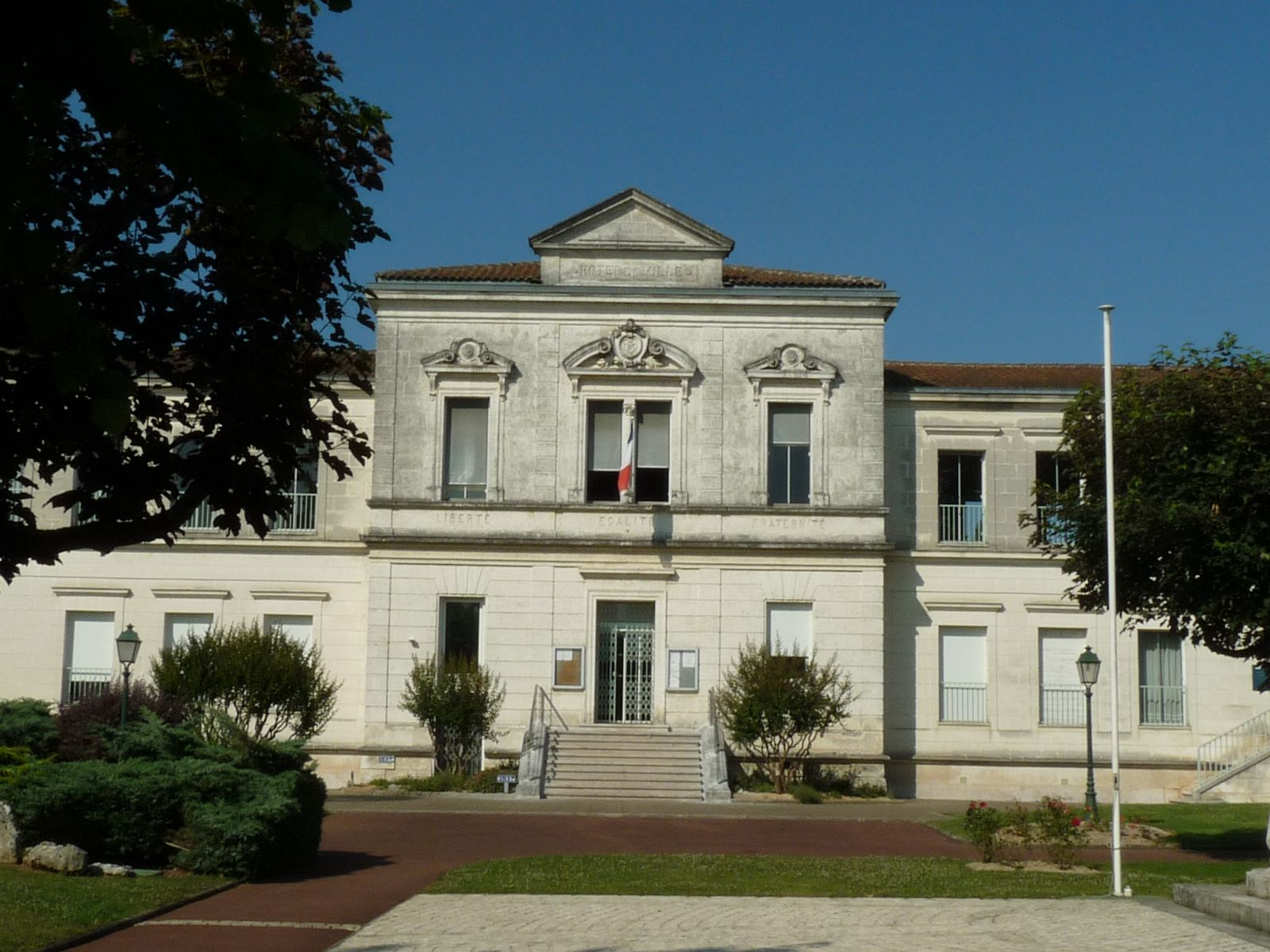
L'hôtel de ville.

| Période                                  | Période                   | Identité                          | Étiquette                           | Qualité |
| ---------------------------------------- | ------------------------- | --------------------------------- | ----------------------------------- | --- |
| Les données manquantes sont à compléter. |                           |                                   |                                     | |
| mai 1896                                 | novembre 1906             | Antoine Pontaillier (1850-1914)   | Républicain                         | Directeur des travaux de la Ville d'Angoulême Conseiller d'arrondissement (1901 → 1913)                                                              |
| décembre 1906                            | janvier 1914 (démission)  | Paul Gros (1869-1938)             |                                     | Agent technique à la fonderie de Ruelle |
| février 1914                             | juillet 1919 (démission)  | Auguste Rouyer (1871-1921)        |                                     | |
| juillet 1919                             | décembre 1919             | Emery Fradet                      |                                     | Premier adjoint, faisant fonction de maire |
| décembre 1919                            | novembre 1940 (décès)     | Jean Antoine (1873-1940)          | PC-SFIC puis USC puis PUP puis SFIO | Commis principal de la Marine à la fonderie de Ruelle Conseiller général d'Angoulême-II (1922 → 1928)                                                |
| décembre 1940                            | mars 1941                 | Marcel Chaduteau                  |                                     | Premier adjoint, faisant fonction de maire |
| mars 1941                                |                           | Alban Pinaud                      |                                     | Nommé maire par arrêté préfectoral |
| Les données manquantes sont à compléter. |                           |                                   |                                     | |
| septembre 1944                           | octobre 1947              | Augustin Maurellet                | SFIO                                | Instituteur, maire honoraire Membre du Comité départemental de Libération Député de la Charente (1945 → 1956)                                        |
| octobre 1947                             | mars 1989                 | Jean-Maurice Poitevin (1904-1990) | SFIO puis PS                        | Enseignant Conseiller général d'Angoulême-II (1951 → 1973) Conseiller général de Ruelle-sur-Touvre (1973 → 1988)                                     |
| mars 1989                                | juin 1995                 | Robert Granet                     | PS puis DVG                         | Conseiller général de Ruelle-sur-Touvre (1988 → 2001) Suppléant du député Jean-Claude Beauchaud (1993 → 1997)                                        |
| juin 1995                                | décembre 2002 (démission) | Jean-Pierre Chagnaud              | DVG (ex-PCF)                        | Retraité DCN Adjoint au maire (1977 → 1995) |
| 2003                                     | mars 2014                 | Michel Broncy                     | PS                                  | Professeur de mathématiques, ancien premier adjoint Conseiller régional de Poitou-Charentes (2010 → 2015) Vice-président de la CA du Grand Angoulême |
| mars 2014                                | mai 2020                  | Michel Tricoche                   | DVG                                 | Retraité DCN |
| mai 2020                                 | En cours                  | Jean-Luc Valantin                 | DVG puis LREM                       | Cadre retraité |

### Intercommunalité
Ruelle appartient au Grand Angoulême qui regroupe 38 communes et qui sur son ancien périmètre de 16 communes, pour 2,85 % de la surface du département de la Charente représente 29,83 % de sa population.
De  1973 à 2015, Ruelle est le chef-lieu de son propre canton.

### Jumelages

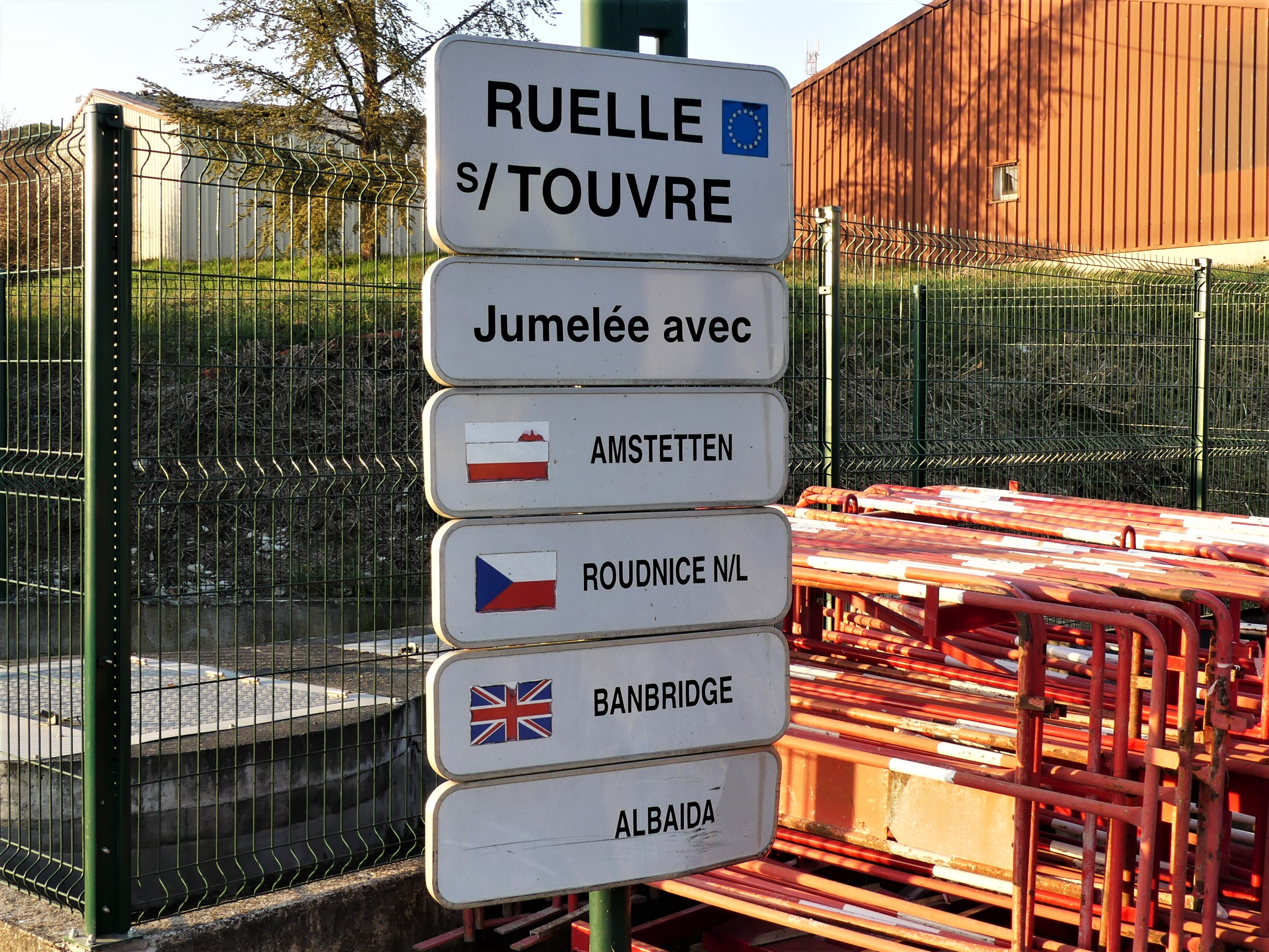
Panneau des jumelages de Ruelle-sur-Touvre.

- Amstetten (Autriche) depuis 1992.
- Albaida (Espagne).
- Banbridge (Royaume-Uni) (Irlande du Nord).
- Roudnice nad Labem (Tchéquie).

## Urbanisme

### Typologie
Au 1er janvier 2024, Ruelle-sur-Touvre est catégorisée ceinture urbaine, selon la nouvelle grille communale de densité à 7 niveaux définie par l'Insee en 2022.
Elle appartient à l'unité urbaine d'Angoulême, une agglomération intra-départementale dont elle est une commune de la banlieue,. Par ailleurs la commune fait partie de l'aire d'attraction d'Angoulême, dont elle est une commune de la couronne,. Cette aire, qui regroupe 94 communes, est catégorisée dans les aires de 50 000 à moins de 200 000 habitants,.

### Occupation des sols
L'occupation des sols de la commune, telle qu'elle ressort de la base de données européenne d’occupation biophysique des sols Corine Land Cover (CLC), est marquée par l'importance des territoires agricoles (51,7 % en 2018), en diminution par rapport à 1990 (55 %). La répartition détaillée en 2018 est la suivante : 
zones urbanisées (42,7 %), zones agricoles hétérogènes (42,7 %), terres arables (9 %), zones industrielles ou commerciales et réseaux de communication (3,3 %), forêts (2,3 %). L'évolution de l’occupation des sols de la commune et de ses infrastructures peut être observée sur les différentes représentations cartographiques du territoire : la carte de Cassini (XVIIIe siècle), la carte d'état-major (1820-1866) et les cartes ou photos aériennes de l'IGN pour la période actuelle (1950 à aujourd'hui).

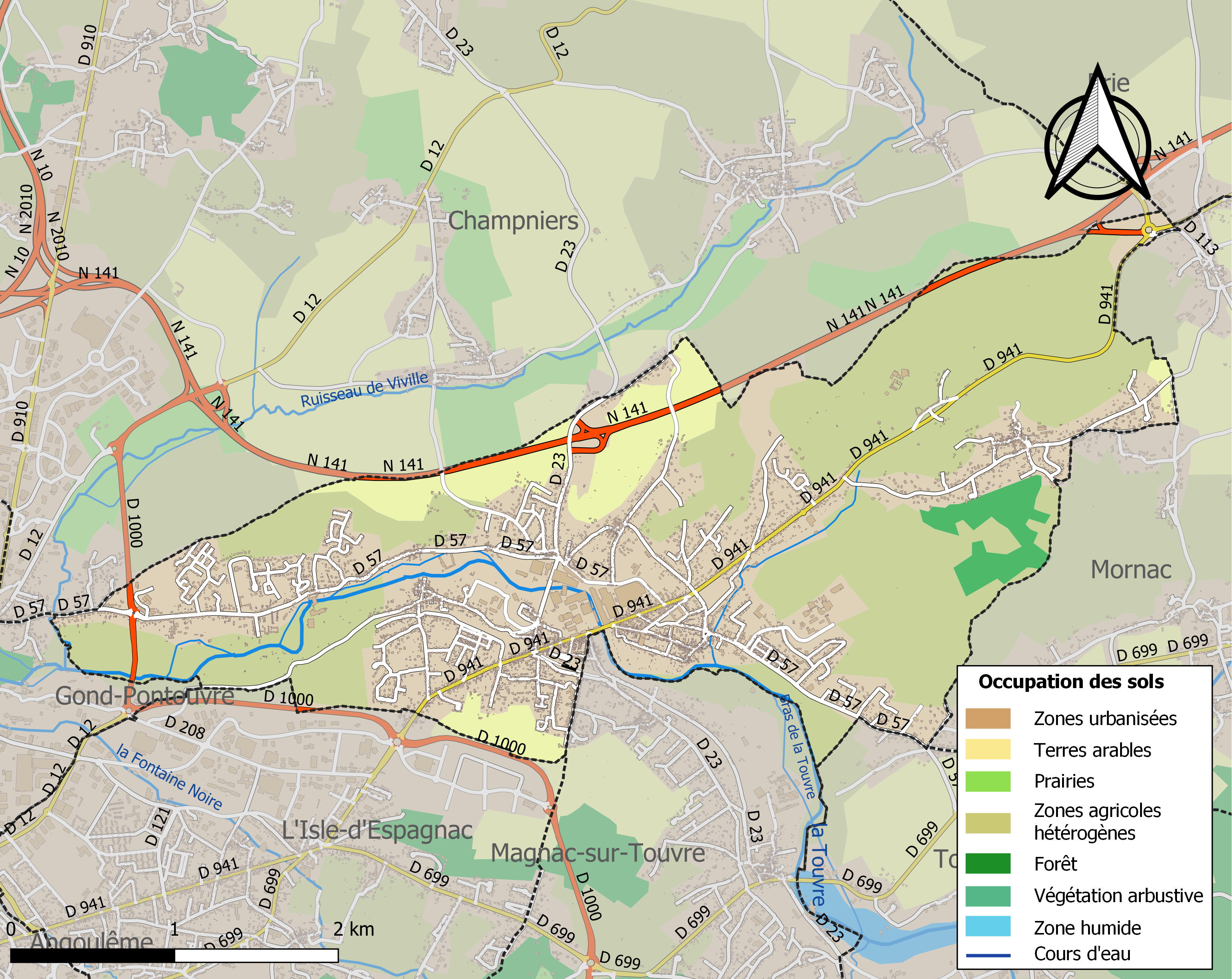
Carte des infrastructures et de l'occupation des sols de la commune en 2018 (CLC).

### Risques majeurs
Le territoire de la commune de Ruelle-sur-Touvre est vulnérable à différents aléas naturels : météorologiques (tempête, orage, neige, grand froid, canicule ou sécheresse) et séisme (sismicité modérée). Il est également exposé à un risque technologique, le transport de matières dangereuses. Un site publié par le BRGM permet d'évaluer simplement et rapidement les risques d'un bien localisé soit par son adresse soit par le numéro de sa parcelle.

#### Risques naturels

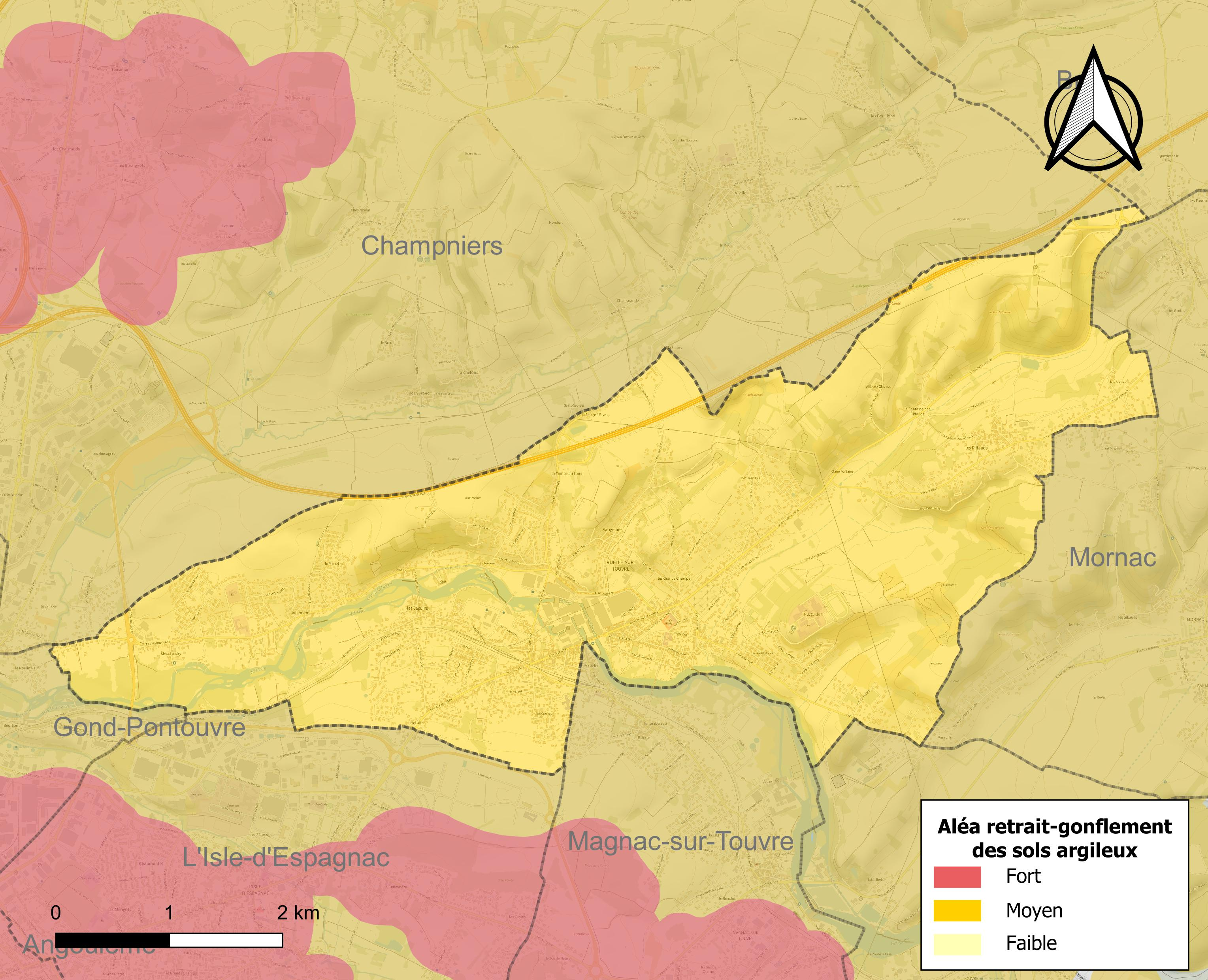
Carte des zones d'aléa retrait-gonflement des sols argileux de Ruelle-sur-Touvre.

Le retrait-gonflement des sols argileux est susceptible d'engendrer des dommages importants aux bâtiments en cas d’alternance de périodes de sécheresse et de pluie. La totalité de la commune est en aléa moyen ou fort (67,4 % au niveau départemental et 48,5 % au niveau national). Sur les 3 346 bâtiments dénombrés sur la commune en 2019, 3 346 sont en aléa moyen ou fort, soit 100 %, à comparer aux 81 % au niveau départemental et 54 % au niveau national. Une cartographie de l'exposition du territoire national au retrait gonflement des sols argileux est disponible sur le site du BRGM,.
Par ailleurs, afin de mieux appréhender le risque d’affaissement de terrain, l'inventaire national des cavités souterraines permet de localiser celles situées sur la commune.
La commune a été reconnue en état de catastrophe naturelle au titre des dommages causés par les inondations et coulées de boue survenues en 1982, 1983, 1988, 1999, 2012 et 2018. Concernant les mouvements de terrains, la commune a été reconnue en état de catastrophe naturelle au titre des dommages causés par la sécheresse en 1995, 2003, 2005 et 2011 et par des mouvements de terrain en 1999.

#### Risques technologiques
Le risque de transport de matières dangereuses sur la commune est lié à sa traversée par une ou des infrastructures routières ou ferroviaires importantes ou la présence d'une canalisation de transport d'hydrocarbures. Un accident se produisant sur de telles infrastructures est susceptible d’avoir des effets graves sur les biens, les personnes ou l'environnement, selon la nature du matériau transporté. Des dispositions d’urbanisme peuvent être préconisées en conséquence.

## Démographie

### Évolution démographique
L'évolution du nombre d'habitants est connue à travers les recensements de la population effectués dans la commune depuis 1793. Pour les communes de moins de 10 000 habitants, une enquête de recensement portant sur toute la population est réalisée tous les cinq ans, les populations de référence des années intermédiaires étant quant à elles estimées par interpolation ou extrapolation. Pour la commune, le premier recensement exhaustif entrant dans le cadre du nouveau dispositif a été réalisé en 2005.

En 2022, la commune comptait 7 396 habitants, en évolution de +2,51 % par rapport à 2016 (Charente : −0,48 %, France hors Mayotte : +2,11 %).
| 1793 | 1800  | 1806  | 1821  | 1831  | 1841  | 1846  | 1851  | 1856  |
| ---- | ----- | ----- | ----- | ----- | ----- | ----- | ----- | ----- |
| 981  | 1 189 | 1 075 | 1 211 | 1 215 | 1 508 | 1 625 | 1 579 | 1 429 |

| 1861  | 1866  | 1872  | 1876  | 1881  | 1886  | 1891  | 1896  | 1901  |
| ----- | ----- | ----- | ----- | ----- | ----- | ----- | ----- | ----- |
| 1 635 | 1 733 | 1 831 | 2 039 | 2 554 | 2 797 | 2 914 | 3 615 | 4 030 |

| 1906  | 1911  | 1921  | 1926  | 1931  | 1936  | 1946  | 1954  | 1962  |
| ----- | ----- | ----- | ----- | ----- | ----- | ----- | ----- | ----- |
| 4 071 | 4 187 | 3 944 | 3 982 | 4 264 | 4 500 | 4 811 | 5 366 | 5 855 |

| 1968  | 1975  | 1982  | 1990  | 1999  | 2005  | 2006  | 2010  | 2015  |
| ----- | ----- | ----- | ----- | ----- | ----- | ----- | ----- | ----- |
| 6 507 | 8 152 | 7 769 | 7 203 | 7 220 | 7 426 | 7 405 | 7 370 | 7 227 |

| 2020  | 2022  | - | - | - | - | - | - | - |
| ----- | ----- | - | - | - | - | - | - | - |
| 7 364 | 7 396 | - | - | - | - | - | - | - |

Le maximum de la population a été atteint en 1975 avec 8 152 habitants.

### Pyramide des âges
La population de la commune est relativement âgée.
En 2018, le taux de personnes d'un âge inférieur à 30 ans s'élève à 29,2 %, soit en dessous de la moyenne départementale (30,2 %). À l'inverse, le taux de personnes d'âge supérieur à 60 ans est de 33,2 % la même année, alors qu'il est de 32,3 % au niveau départemental.
En 2018, la commune comptait 3 407 hommes pour 3 839 femmes, soit un taux de 52,98 % de femmes, légèrement supérieur au taux départemental (51,59 %).
Les pyramides des âges de la commune et du département s'établissent comme suit.
| Hommes | Classe d’âge | Femmes |
| ------ | ------------ | ------ |
| 1,0    | 90 ou +      | 2,3    |
| 10,9   | 75-89 ans    | 13,3   |
| 18,2   | 60-74 ans    | 20,2   |
| 21,6   | 45-59 ans    | 20,1   |
| 17,0   | 30-44 ans    | 16,8   |
| 15,0   | 15-29 ans    | 12,5   |
| 16,3   | 0-14 ans     | 14,8   |

| Hommes | Classe d’âge | Femmes |
| ------ | ------------ | ------ |
| 1      | 90 ou +      | 2,7    |
| 9,2    | 75-89 ans    | 12     |
| 20,6   | 60-74 ans    | 21,3   |
| 20,7   | 45-59 ans    | 20,3   |
| 16,8   | 30-44 ans    | 16     |
| 15,6   | 15-29 ans    | 13,4   |
| 16,1   | 0-14 ans     | 14,3   |

## Économie

### Industrie

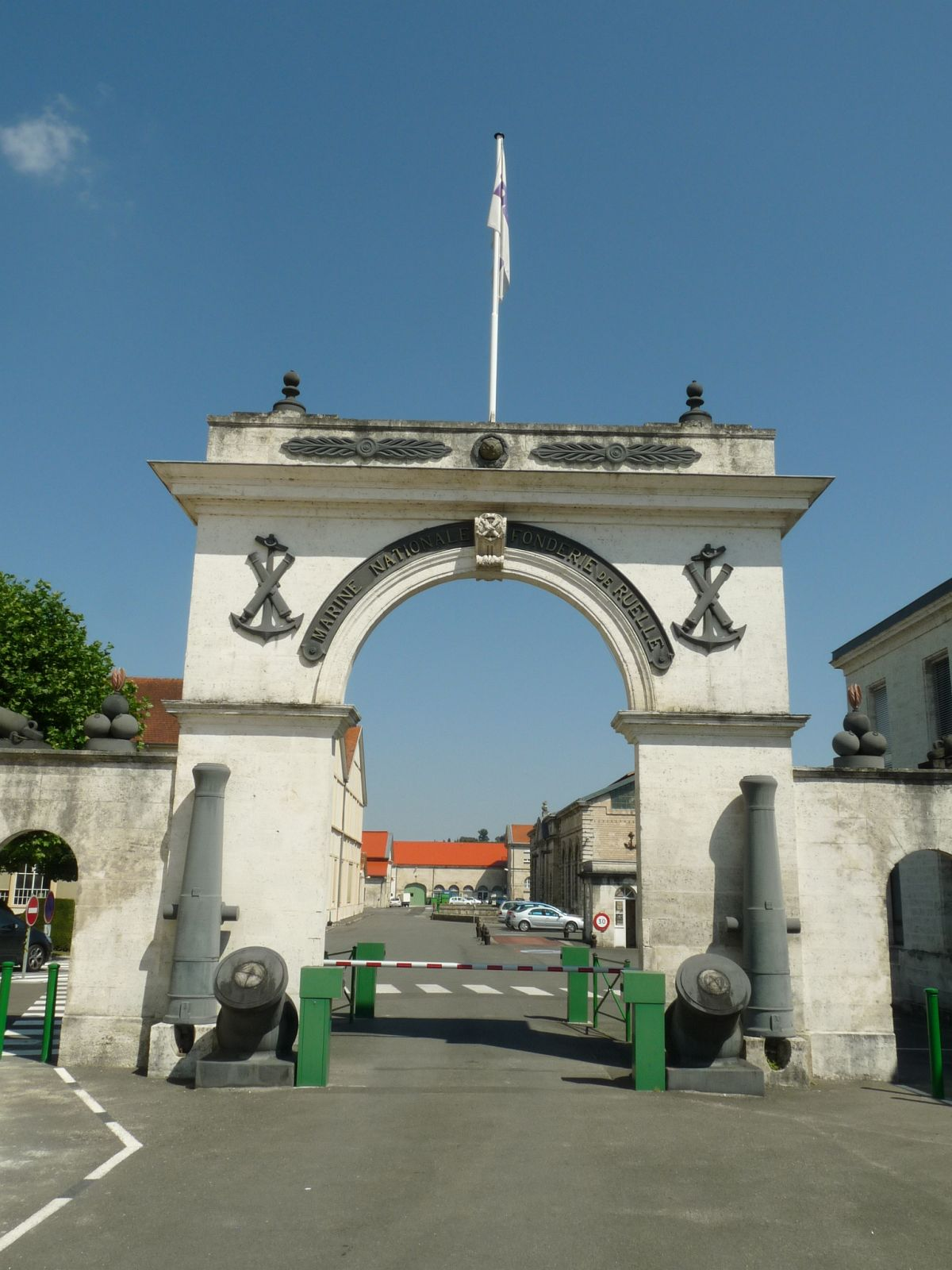
Entrée de la fonderie.

Le marquis de Montalembert établit en 1753 une forge à deux hauts-fourneaux destinée à la fabrication de canons pour la Marine du Roi. Elle devient propriété royale en 1776 puis devient, en 1782, « fonderie royale de la Marine ».
De 1788 à 1795, la fonderie (qui devient « nationale » après 1792) est profondément remaniée par l'adjonction de fours à réverbère sur le modèle de ceux d'Indret.
En 1803 la fonderie devient une régie nationale. Elle est de nouveau profondément modifiée dans les années 1820 : les biefs et de la Touvre prennent alors leur configuration actuelle.
En 1916, les canons de 400 mm qui écrasèrent les superstructures du fort de Douaumont, que les Allemands avaient capturé, venaient de Ruelle.
La fonderie occupe en 2005 180 salariés.
Le moulin la Terrière fut un moulin à papier au XVIIe siècle un moulin à blé  au XVIIe siècle puis un moulin à huile et une minoterie qui ont fermé à la fin du XXe siècle.
Le moulin de Villement était un moulin à blé du XVIIIe siècle. Il a été transformé en grosse forge en 1828, puis est devenu l'usine à papier Alamigeon qui employait une centaine de personnes en 1909 et une quarantaine actuellement.

### Secteur tertiaire
La société Sodatec, installateur-intégrateur-mainteneur dans les domaines de la transaction électronique et des technologies de la communication, emploie 110 salariés.
La société de conseil Amkey emploie 75 salariés.

### Commerces
Ruelle possède un centre-ville commerçant. Ses marchés le jeudi et le dimanche en face de la fonderie sont très animés. Il y a aussi un Intermarché à la sortie de la ville sur la route de Limoges.

### Revenu de la population
En 2008, le revenu fiscal médian par ménage était de 18 407 €, ce qui plaçait Ruelle au 11 060e rang  parmi les 31 604 communes de plus de 50 ménages en métropole.

## Équipements, services et vie locale

### Enseignement
La Cité scolaire est localisée à Puyguillen. Elle regroupe :
- le collège d'enseignement secondaire Norbert-Casteret regroupe environ 600 élèves de la 6e à la 3e répartis dans 26 classes[49],[50]
- le lycée professionnel Jean-Caillaud[51], qui accueille 370 élèves (2010).

- deux écoles élémentaires : Jean-Moulin, Robert-Doisneau. Celle-ci a été créée en 2000, en réunifiant les écoles Louis-Pasteur et Marie-Curie. Alphonse-Daudet a aussi rejoint Robert-Doisneau en 2016[52].
- trois écoles maternelles : Chantefleur, du Centre, Maine-Gagnaud[53],[54].

Ruelle possède une université populaire depuis 1902.

### Sports et activités
Il y a 3 gymnases, 3 stades.

### Santé
Maison de santé pluridisciplinaire du Val de Touvre
Médecins généralistes.
Clinique.

### Culture
La commune dispose d'un centre culturel et d'une médiathèque. De nombreuses expositions et animations y sont organisées.
Ruelle possède aussi un théâtre, qui a été rénové en 2007 et a une capacité 650 personnes avec accès pour personnes handicapées.

### Cultes
Catholique. Messe 2e et 4e dimanche du mois à l'église de Ruelle, 1er et 3e samedis du mois à la chapelle des Riffauds.

### Transports urbains
Ils sont assurés par les transports en commun d'Angoulême qui desservent l'agglomération, les lignes no 1, 2, 20 et 26.

## Lieux et monuments

### Patrimoine civil
La fontaine dite de François Ier a été construite au XVIe siècle et inscrite monument historique en 1925.
45° 40′ 41″ N, 0° 13′ 27″ E
Le logis de Fissac qui date du XVIIe siècle est situé au bord de la Touvre. Il a été inscrit monument historique en 1969.
Le logis de Villement comme Fissac est situé au bord de la Touvre. Il est divisé en trois.
La commune possède aussi deux autres fontaines : la fontaine des Gentils et la fontaine des Riffauds[réf. souhaitée].

### Patrimoine religieux
La petite église paroissiale Saint-Médard de Ruelle est située au bourg, au bord de la Touvre. C'était un ancien prieuré de l'ordre de Cluny.
Le village des Riffauds possède une chapelle.

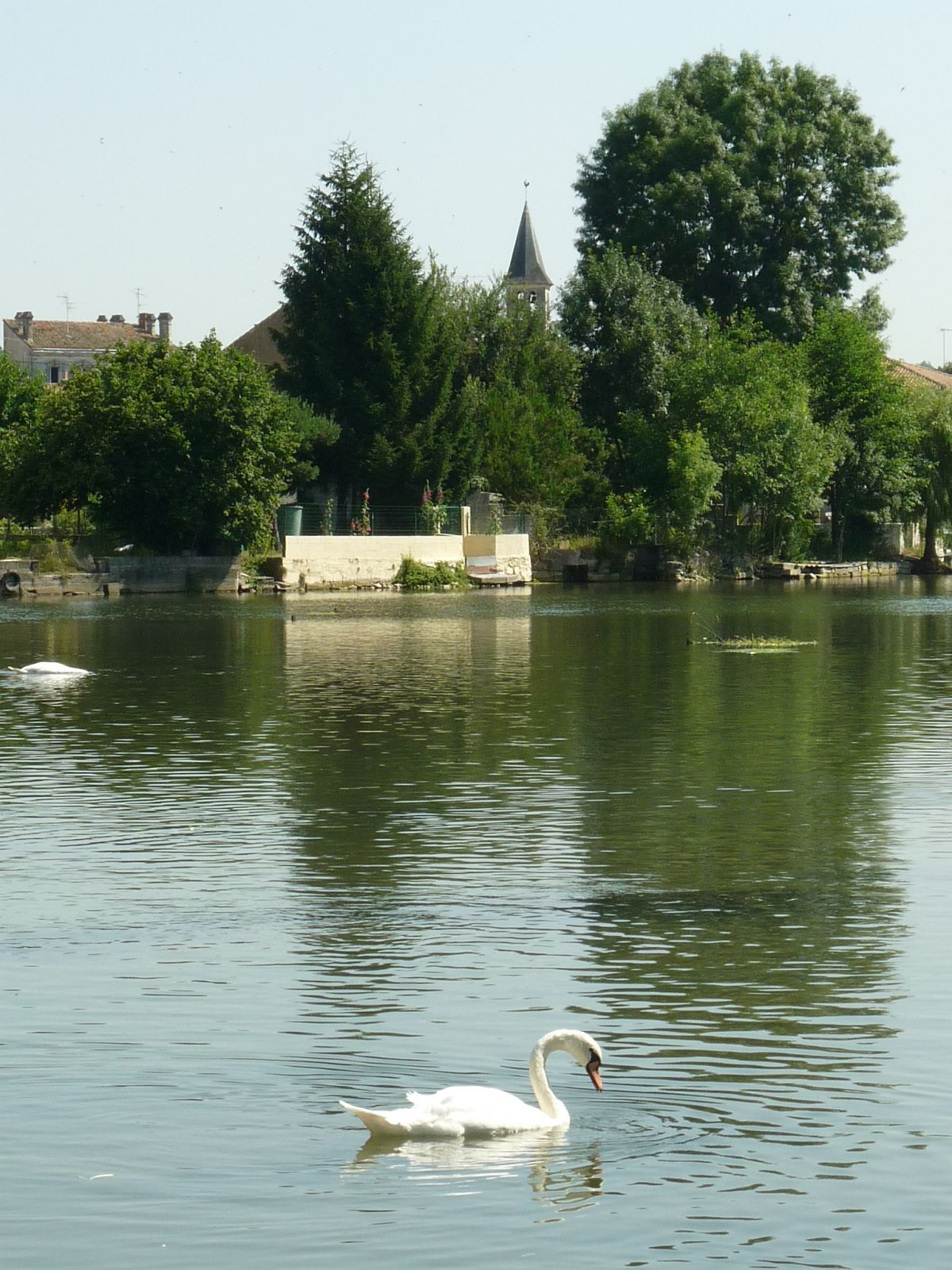
L'église de Ruelle vue de Magnac.
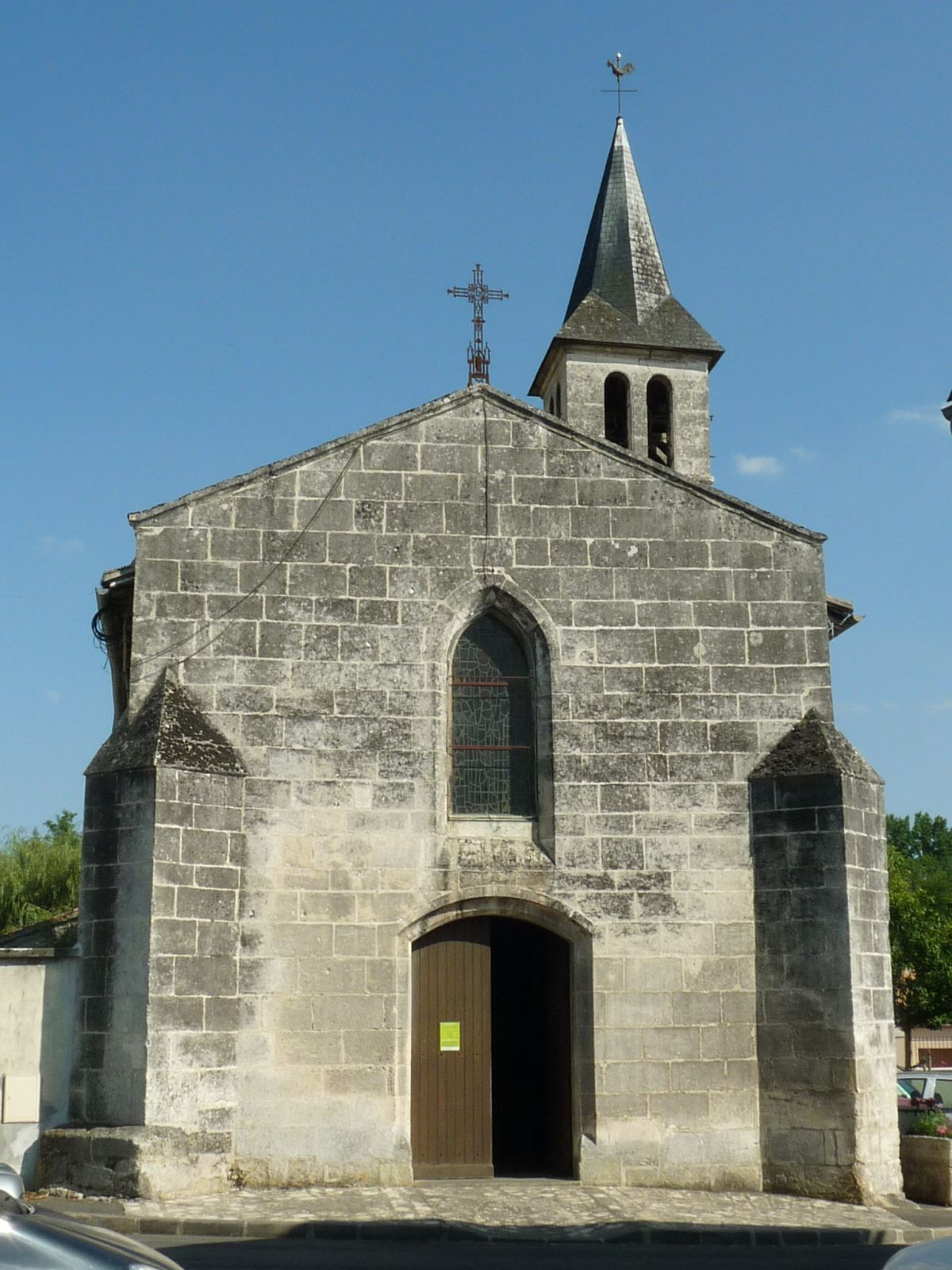
La façade.
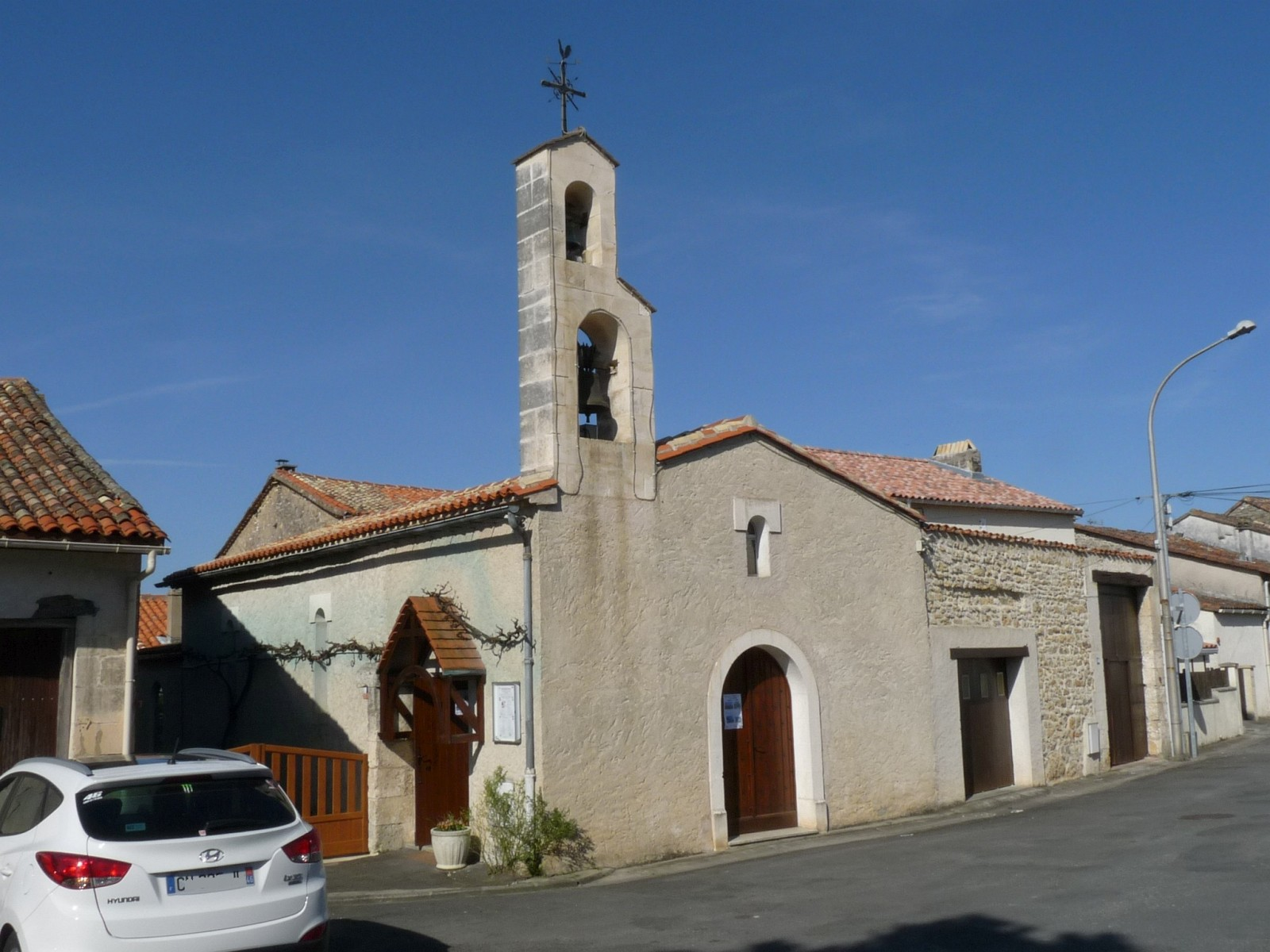
La chapelle des Riffauds.

### Patrimoine environnemental
Le Chemin des diligences (ancien chemin du Pontouvre aux Frauds) relie le nord de Ruelle au parc de la Rocade et la cité de Villement puis celle du Manot surplombant Fissac par la rue de Bellevue. Depuis la butte de Villement il nous offre une vue unique sur Angoulême, Ruelle et Champniers.
Le village des Riffauds, situé près du point culminant de l'agglomération, offre aussi une vue unique, tant du côté d'Angoulême à l'ouest qu'à l'est vers la Braconne et le massif de l'Arbre, première hauteur du Massif central.

## Personnalités liées à la commune
- Marc-René de Montalembert (1714-1800), marquis, écrivain et hommes d'affaires, rachète en 1750 une ancienne papeterie située sur la rive gauche de la Touvre ainsi qu'un moulin à blé situé sur la rive droite. Il y établit une forge destinée à la fabrication de canons pour la Marine, qui deviendra la fonderie royale de Ruelle. Son buste en bronze est visible dans les jardins qui font face à la fonderie, de l'autre côté de l'ancienne route Angoulême-Limoges.
- André Chevrillon (1864-1957), écrivain né à Ruelle.
- Madeleine Saint-René Taillandier (1865-1959), femme de lettres née à Ruelle.
- Jacques Dupont (1921-2013), né à Ruelle, réalisateur de films et de documentaires historiques.
- Jean-Claude Viollet (1951-), homme politique né à Ruelle.

## Héraldique
| Blason | Blasonnement : D'azur à la fasce haussée d'argent chargée d'une croisette ancrée de sable, accompagnée en chef d'un écouvillon à canon d'or posé en fasce et en pointe d'un canon contourné d'or, senestré de trois boulets du même, mal ordonnés et accolés. Commentaires : Blason de Ruelle-sur-Touvre. |

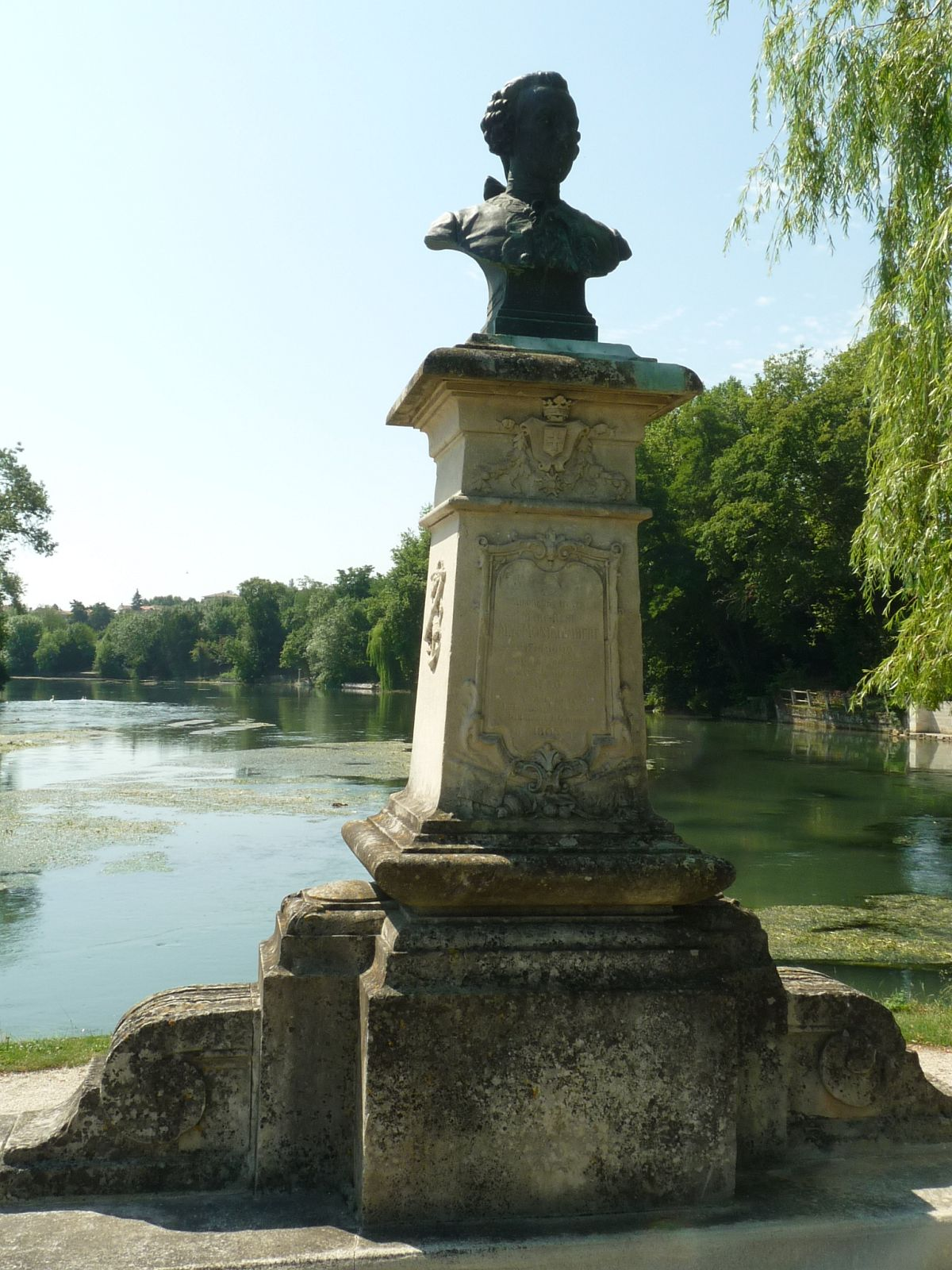
Statue de Montalembert.
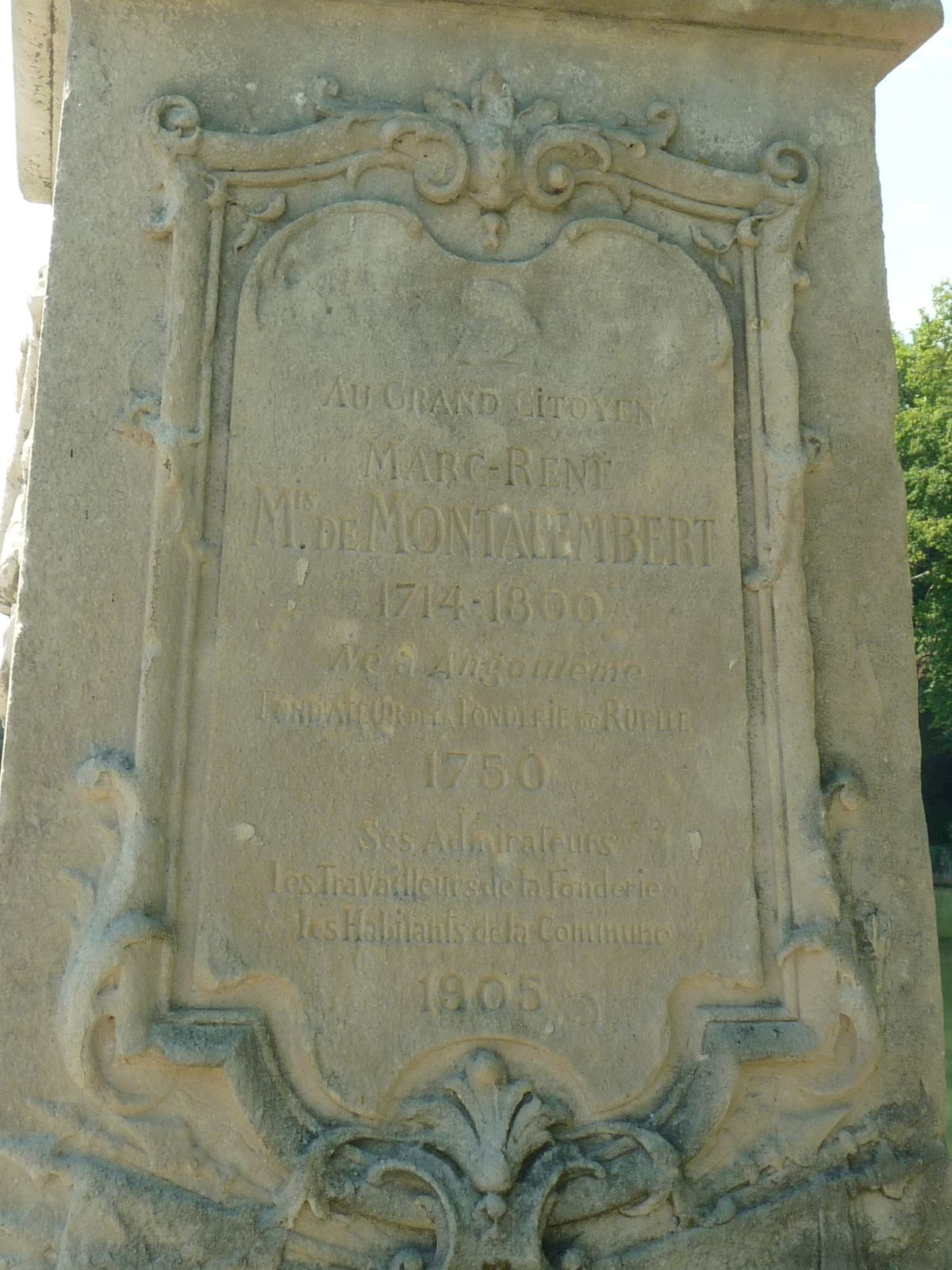
"Au grand citoyen Marquis...".